# Багар
Багар (фр. Bagard) насеље је и општина у јужној Француској у региону Лангдок-Русијон, у департману Гар која припада префектури Алес.
По подацима из 2011. године у општини је живело 2450 становника, а густина насељености је износила 168,38 становника/km². Општина се простире на површини од 14,55 km². Налази се на средњој надморској висини од 102 метара (максималној 440 m, а минималној 119 m).

## Демографија
| 1962. | 1968. | 1975. | 1982. | 1990. | 1999. | 2011. |
| ----- | ----- | ----- | ----- | ----- | ----- | ----- |
| 756   | 1.025 | 1.198 | 1.523 | 1.771 | 1.970 | 2.450 |

График промене броја становника у току последњих година